# Berlin-Marathon 2018
| 45. Berlin-Marathon                                   | 45. Berlin-Marathon           |
| ----------------------------------------------------- | ----------------------------- |
| Verfolgergruppe um Zersenay Tadese und Daisuke Uekado |                               |
| Stadt                                                 | Berlin, Deutschland           |
| Datum                                                 | 16. September 2018            |
| Distanz                                               | 42,195 Kilometer              |
| Sieger                                                |                               |
| Männer                                                | Eliud Kipchoge (2:01:39 h WR) |
| Frauen                                                | Gladys Cherono (2:18:11 h)    |
| ← Berlin-Marathon 2017                                | Berlin-Marathon 2019 →        |
| Website                                               | Offizielle Website            |

Der Berlin-Marathon 2018 (offiziell: BMW Berlin-Marathon 2018) war die 45. Ausgabe der jährlich stattfindenden Laufveranstaltung in Berlin, Deutschland. Der Marathon fand am 16. September 2018 statt.
Er war der erste Lauf der World Marathon Majors 2018/19 und hatte das Etikett Gold der IAAF Label Road Races 2018.
Bei den Männern stellte Titelverteidiger Eliud Kipchoge aus Kenia mit seiner Siegerzeit von 2:01:39 Stunden einen neuen Weltrekord auf und unterbot die alte Bestmarke, die sein Landsmann Dennis Kipruto Kimetto beim Berlin-Marathon 2014 aufgestellt hatte, um 1:18 Minuten. Es war die größte Verbesserung eines Marathonweltrekords seit 1967, als der Australier Derek Clayton die damalige Weltbestzeit um 2:23 Minuten unterboten hatte.
Bei den Frauen setzte sich die Vorjahressiegerin Gladys Cherono aus Kenia in der Streckenrekordzeit von 2:18:11 Stunden durch. Auch die Äthiopierinnen Ruti Aga und Tirunesh Dibaba auf den Plätzen zwei und drei blieben noch unter dem alten Streckenrekord, den die Japanerin Mizuki Noguchi mit 2:19:12 Stunden im Jahr 2005 aufgestellt hatte. Erstmals in der Geschichte unterboten damit gleich drei Frauen in ein und demselben Rennen die 2:19-Stunden-Marke.
Der Berlin-Marathon 2018 verzeichnete nach Veranstalterangaben 40.650 Teilnehmer (28.377 Männer und 12.273 Frauen) im Ziel.

## Ergebnisse

### Männer
| Platz | Athlet                   | Land        | Zeit (h) |
| ----- | ------------------------ | ----------- | -------- |
| 01    | Eliud Kipchoge           | Kenia       | 2:01:39  |
| 02    | Amos Kipruto             | Kenia       | 2:06:23  |
| 03    | Wilson Kipsang           | Kenia       | 2:06:48  |
| 04    | Shogo Nakamura           | Japan       | 2:08:16  |
| 05    | Zersenay Tadese          | Eritrea     | 2:08:46  |
| 06    | Yūki Satō                | Japan       | 2:09:18  |
| 07    | Okubay Tsegay Gebretnsae | Eritrea     | 2:09:56  |
| 08    | Daisuke Uekado           | Japan       | 2:11:07  |
| 09    | Willy Canchanya          | Peru        | 2:12:57  |
| 10    | Bart van Nunen           | Niederlande | 2:13:09  |

### Frauen
| Platz | Athletin           | Land      | Zeit (h) |
| ----- | ------------------ | --------- | -------- |
| 01    | Gladys Cherono     | Kenia     | 2:18:11  |
| 02    | Ruti Aga           | Äthiopien | 2:18:34  |
| 03    | Tirunesh Dibaba    | Äthiopien | 2:18:55  |
| 04    | Edna Kiplagat      | Kenia     | 2:21:18  |
| 05    | Mizuki Matsuda     | Japan     | 2:22:23  |
| 06    | Helen Tola         | Äthiopien | 2:22:48  |
| 07    | Honami Maeda       | Japan     | 2:25:23  |
| 08    | Carla Salomé Rocha | Portugal  | 2:25:27  |
| 09    | Miyuki Uehara      | Japan     | 2:25:46  |
| 10    | Rei Ohara          | Japan     | 2:27:29  |